# Gnaphosa opaca
Gnaphosa opaca är en spindelart som beskrevs av Herman 1879. Gnaphosa opaca ingår i släktet Gnaphosa och familjen plattbuksspindlar. Inga underarter finns listade i Catalogue of Life.